# Pierre-Louis Eveillard
Pierre-Louis Eveillard de Livois, (1736- 2 décembre 1790 à Angers), est un collectionneur dont les tableaux, saisis sous la Révolution française, constituèrent le noyau primitif du musée des Beaux-Arts d'Angers.

## Biographie
Pierre-Louis Eveillard est le fils de Pierre-François Eveillard, descendant direct du maire d'Angers François Eveillard, et d'Anne-Madeleine du Vivier. Il se marie avec Marie-Louis Charloette Émilie de la Martellière. Le couple n'aura pas d'enfant.
Peu de détails sont connus de sa vie. Spirituel et bon vivant, il dédie sa vie à la peinture et réunit dans son hôtel de Livois, rue Saint-Michel, une grande collection d'objets d'art. Il posédait dix œuvres de Chardin dont deux sont aujourd'hui au Louvre, et trois au musée des Beaux-Arts d'Angers, parmi lesquelles Pêches et Prunes et Fruits, Bouteille, Pichet et Massepain.
En 1799, quelques années après sa mort, sa collection est attribuée à la ville d'Angers. Rétrocédé aux deux-tiers aux héritiers de Pierre-Louis, le tiers restant intègre les collections du musée des Beaux-arts d'Angers qui ouvre ses portes en 1801.
En novembre 2012, la ville d'Angers préempte et acquiert pour 248 747€ un tableau de Jean-Baptiste Le Prince, L’Amour à l’espagnole, de 1773, ayant appartenu à la collection de Pierre-Louis Eveillard.